# Schwarzwald-Randplatten
Die Schwarzwald-Randplatten sind die naturräumliche Haupteinheit Nr. 150 in der Großlandschaft Schwarzwald im Südwestdeutschen Stufenland gemäß der Systematik des Handbuchs der naturräumlichen Gliederung Deutschlands.

## Lage
Sie erstrecken sich am östlichen und nördlichen Rand des Nordschwarzwalds von Freudenstadt über Pforzheim bis in die Außenbezirke von Karlsruhe. Die Nagold und die Alb sind die bestimmenden Fließgewässer des Naturraums.
Nach Norden grenzen sie an den Kraichgau (Haupteinheit Nr. 125), im Osten an das Neckarbecken (Nr. 104) und die Oberen Gäue (Nr. 122). Im Westen und Süden grenzen die Haupteinheiten Grindenschwarzwald und Enzhöhen (Nr. 151), Nördlicher Talschwarzwald (Nr. 152), Ortenau-Bühler Vorberge (Nr. 212) und Mittlerer Schwarzwald (Nr. 153) an.

### Ortschaften im Naturraum
Folgende Städte und Ortschaften (von Nordwesten nach Südosten) liegen mit ihrem Ortszentrum oder Ortsteilen im Naturraum:
- Karlsruhe: Stadtteil Grünwettersbach
- Waldbronn
- Karlsbad
- Ettlingen: Stadtteile Schluttenbach, Schöllbronn und Spessart
- Malsch: Ortsteil Völkersbach
- Gaggenau: Stadtteil Freiolsheim mit Mittelberg und Moosbronn
- Marxzell
- Bad Herrenalb: Stadtteile Rotensol und Neusatz
- Straubenhardt
- Neuenbürg
- Birkenfeld (südlicher Bereich)
- Pforzheim (Bereich überwiegend südlich der Enz)
- Engelsbrand
- Unterreichenbach
- Tiefenbronn
- Neuhausen: Ortsteile Schellbronn, Hamberg und Steinegg
- Schömberg
- Bad Liebenzell
- Althengstett
- Calw
- Bad Teinach-Zavelstein
- Neuweiler
- Neubulach
- Wildberg (westlicher Bereich)
- Simmersfeld
- Ebhausen
- Seewald
- Altensteig
- Grömbach
- Wörnersberg
- Egenhausen
- Pfalzgrafenweiler
- Haiterbach: Stadtteile Beihingen und Oberschwandorf
- Waldachtal: Ortsteile Hörschweiler, Lützenhardt und Cresbach; Weiler Heiligenbronn
- Freudenstadt (Ostteil)
- Glatten (Westteil)
- Loßburg (Ostteil der Altgemeinde)

## Beschreibung
Der Naturraum umfasst im Wesentlichen die vom Oberen Buntsandstein bestimmte nordöstliche Abdachung des Schwarzwalds, die sich gegen die vom Muschelkalk bestimmten Gäulandschaften im Osten und die von den Formationen des Mittleren und Unteren Buntsandsteins bestimmten Schwarzwaldlandschaften im Westen abgrenzt. Die Landschaft ist überwiegend bewaldet, zumeist sind nur um die Ortschaften größere landwirtschaftlich genutzte Offenlandflächen vorhanden. Eine typische Siedlungsform des Naturraums waren historisch die Waldhufendörfer. Die Siedlungsstruktur ist überwiegend ländlich geprägt. Erst im Übergang zum Kraichgau und zum Oberrhein-Tiefland sind größere urbane Siedlungsräume im Umland von Pforzheim und Karlsruhe zu finden.

## Naturräumliche Gliederung
Die Schwarzwald-Randplatten gliedern sich wie folgt:
- 150 Schwarzwald-Randplatten (930 km²)
  - 150.1 Östliche Schwarzwald-Randplatten
    - 150.10 Nagold-Waldach-Randplatten
    - 150.11 Nagold-Waldach-Missen[3]
    - 150.12 Bösinger Wellenkalkplatte
    - 150.13 Enz-Nagold-Platte
    - 150.14 Enz-Nagold-Missen
    - 150.15 Effringer Wellenkalkplatte

  - 150.2 Nördliche Schwarzwald-Randplatten
    - 150.20 Neuenbürger Hochfläche
    - 150.21 Albtalplatte
    - 150.22 Eichelberg

## Schutzgebiete
Der Naturraum liegt fast vollständig im Naturpark Schwarzwald Mitte/Nord.
Im Naturraum sind einige Naturschutzgebiete ausgewiesen. Die Eigenart des Naturraums wird dabei insbesondere in den Gebieten Albtal und Seitentäler, Unteres Würmtal, Monbach, Maisgraben und St. Leonhardquelle und Köllbachtal mit Seitentälern repräsentiert, bei denen es sich um naturnahe, teils schluchtartig in den Buntsandstein eingeschnittene Talzüge mit bewaldeten Talhängen handelt. Die für den Naturraum charakteristischen Missen sind unter anderem in den Naturschutzgebieten Schmalzmisse, Waldmoor-Torfstich und Hesel-, Brand- und Kohlmisse vorhanden.
Die bedeutendsten FFH-Gebiete im Naturraum sind die Würm-Nagold-Pforte, Albtal mit Seitentälern, Wiesen und Wälder bei Ettlingen, Kleinenztal mit Schwarzwaldrandplatten und das Freudenstädter Heckengäu. Europäische Vogelschutzgebiete sind im Naturraum kaum ausgewiesen. Insgesamt beträgt der Anteil von Natura-2000- und Naturschutzgebieten am Naturraum etwa 9,3 %.